# Gitana rostrata
Gitana rostrata är en kräftdjursart som beskrevs av Boeck 1871. Gitana rostrata ingår i släktet Gitana och familjen Amphilochidae. Arten är reproducerande i Sverige. Inga underarter finns listade i Catalogue of Life.